# 계약
계약(契約)은 사람이나 조직체 사이에서 지켜야 할 의무에 대해 글이나 말로 정한 것을 말한다. 사법상의 계약(私法上~ 契約)은 계약 중에서 사법적 효과의 발생을 목적으로 하는 계약이다. (이하에서는 그저 "계약"이라고 약칭한다.)  대륙법계에 있어서 계약법은 로마법의 법언 "계약은 지켜져야 한다."(라틴어: pacta sunt servanda)에 기초하고 있다. 이러한 계약 준수의 원칙은 사적자치를 계약법의 기반으로 삼고 있는 대부분의 법체계에서 받아들여지고 있는 원칙이다. 때로는 집을 구입하는 경우와 같이 서면 계약이 필요하기도 하나, 법률서적을 구입하거나 커피를 사마시는 것처럼 일상 생활에서 대부분의 계약은 구두로 체결된다. 계약은 당사자 간의 의사표시 일치의 산물이다. 법률적인의 측면에서 무효계약, 철회계약, 효력미정인 계약, 효력 미실효계약의 범위를 어떻게 확정할 것인지, 입법자의 의사표시 일치의 원칙 · 신의성실원칙 · 공서양속원칙에 대한 태도를 암시하고, 법률의 상품거래에 대한 촉진과 제한의 역할이 반영되어 있다.

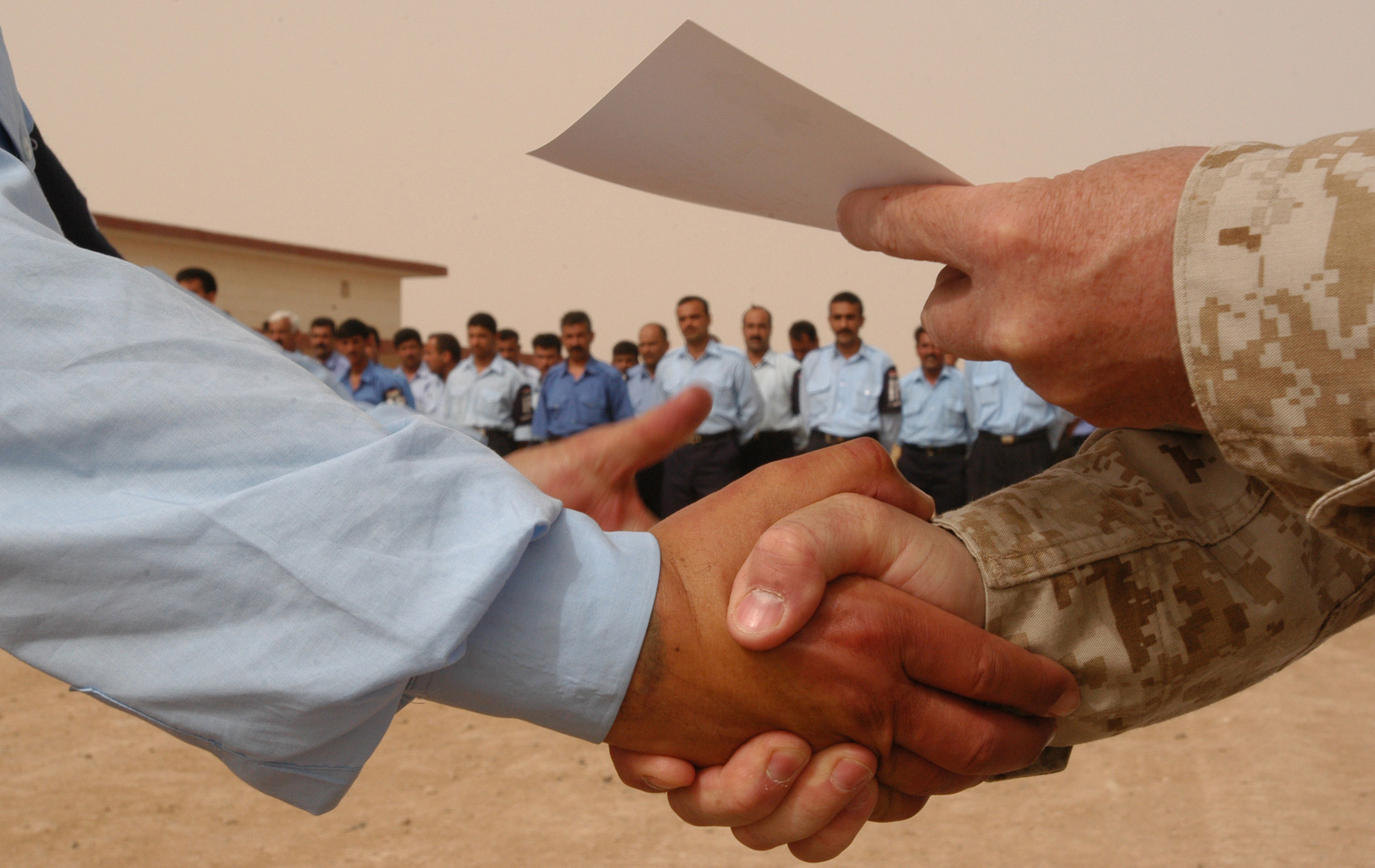
계약은 둘 혹은 그 이상의 사람들간의 약속을 교환하는 것이다.

## 계약의 정의
영미법계에서는 계약은 약속이라고 정의를 내리며, 대륙법계인 독일 · 한국에서 계약은 합의라고 정의를 내리고 있다. 그러나 계약을 “약속”이라고 보던, “합의”라고 보던 실제상의 큰 차이는 없다. 합의에는 항상 약속이 포함되어 있고 또한 약속은 보통 합의의 형식을 취하고 있기 때문이다. 중요한 점은 법적 의무를 발생시키지 않는 단순한 약속 또는 합의는 계약이 아니라는 것이다.

### 대륙 법계
대한민국, 일본, 독일 등의 대륙법계에서는 계약(契約, 독일어: Vertrag)에 관한 법정(法定)의 정의가 없다는 점이 공통되나, 넓은 의미에 있어서 계약이라 함은 일정한 법률효과인 권리의 발생 · 변경 · 소멸(즉 권리의 변동)을 목적으로 서로 대립하는 2인 또는 그 이상의 법률주체의 의사표시가 내용상 합치(독일어: Konsens)함으로써 이루어지는 법률행위로서 당사자 쌍방의 권리와 의무에 변동을 가져오는 법률요건이다. :1003 일반적으로는 이러한 당사자의 대립하는 의사표시의 합치에 의하여 계약이 성립하게 된다. 그러나 예외적으로 요물계약에 있어서는 당사자간의 의사합치 이외에 일정한 급부가 있어야 계약이 성립한다.
다른 대륙법계 국가와 달리, 중국에서는 계약에 관한 정의 규정을 두고 있다. 즉, 중국 민법통칙에서는 “계약은 당사자간에 민사관계의 형성, 변경, 종료에 관한 합의”라고 규정 하고 다시 계약법에서 “평등한 주체의 자연인, 법인, 기타의 조직간에 민사 권리 의무 관계의 형성, 변경 및 종료에 관한 합의”라 정의하고 있다. 민법통칙과 계약법의 규정이 대체로 일치하나, 계약법에서는 “민사 권리 의무 관계”라고 하는 것과 계약주체에 관한 “기타 조직”이라는 개념이 추가되어 있다.

### 보통법 법계
미국 등 보통법 법계에서는 계약을 기능적 측면으로 정의하여 “계약은 법적으로 강제되는 당사자 간의 약속이나 합의(legally enforceable agreement or promise)를 말한다.” 여기에서 “약속이나 합의”는 적어도 두 당사자, 즉 약속자와 수락자의 존재를 필요로 하며, 약속에 포함되는 보증 또는 의사의 표명에 관한 공통의 목적 및 기대의 외적인 의사표시를 필요로 한다. 또한 약속은 단순한 의도의 진술만으로는 부족하며, 약속에는 약속자가 수락자에 대하여 의무를 부담한다는 의사가 포함되어 있어야 한다. “법적으로 강제할 수 있음”은 계약의 일방 당사자가 합의내용을 이행하지 않을 경우, 타방 당사자의 청구에 따라 법원에 따라 법에 따른 제재가 가해짐을 의미한다.

## 계약의 자유와 그 제한
고전계약법 이론의 주요 개념은  계약자유의 원칙, 의사이론에 의한 법적 구속력의 정당화, 미실행계약의 전형성, 그리고 기대 이익의 배상원리 등이다.
계약자유의 원칙은  개인이 독립된 자율적 인격을 가진 권리주체로서 타인과의 법적 생활을 영위해나감에 있어서 법의 제한에 부딪치지 않는 한, 계약에 의한 법률관계의 형성은 완전히 각자의 자유에 맡겨지며, 국가와 법도 그러한 자유의 결과를 될 수 있는 대로 승인한다는 원칙을 말하는 것이다. 이는 사적자치(개인의사 자치)의 원칙의 가장 전형적인 표현이다. 계약자유의 원칙은 소유권 절대의 원칙·과실책임주의와 더불어 시민법 전개기의 3대원칙을 이루고 오늘날에도 기본원칙으로서의 성격을 유지하고 있다. 계약자유의 원칙은 자본주의 경제의 본칙(本則)인 자유경쟁, 근대 시민사회의 개인주의, 자유주의와 잘 합치되며, 개인을 봉건적·신분적 지배로부터 해방시켜 자유활동의 기회를 부여하고 창의를 존중해서 이윤추구의 유력한 근거가 되었다.

## 계약의 종류
계약은 그 성질에 따라 전형계약과 비전형계약, 쌍무계약과 편무계약, 유상계약과 무상계약, 낙성계약과 요물계약, 계속적 계약과 일시적 계약, 유인계약과 무인계약 등으로 나눌 수 있다. 계약의 성립에는 서로 대립하는 여러 개의 의사표시의 합치(낙성계약), 즉 합의가 있어야 한다. 합의에는 객관적 합치와 주관적 합치를 필요로 한다. 객관적 합치는 수개의 의사표시가 그 객관적 내용에 있어서 일치하는 것을 말한다. 반면에 주관적 합치는 위의 의사표시가 다른 의사표시와 결합하여 계약을 성립시키려고 하고 있다고 볼 수 있는 것을 말한다.

### 명시적 계약  · 묵시적 계약
계약에는 그 성립 방식에 따라 명시적 계약과 묵시적 계약이 있으며, 묵시적 계약에는 다시 사실상 묵시적 계약과 법적 묵시적 계약이 있다. 보통, 묵시적 계약이라 하면 사실상 묵시적 계약을 말한다. 법적 묵시적 계약은 엄격한 의미에서는 계약이 아니며 통상 준계약 또는 의제계약(constructive contract)이라고도 불린다

### 낙성 계약  · 요물 계약
낙성계약이란 당사자의 의사의 합치, 즉 합의만으로 성립하는 계약이다. 반면 요물계약은 급부가 있어야 성립하는 계약이다. 현상광고는 합의 외에 물건이 인도 기타 급부를 하여야만 성립하는 요물계약이다. 현상광고는 민법이 정하는 전형계약 중 유일한 요물계약이다. 나머지는 모두 낙성계약이다. 이 구별은 채권계약의 성립시기와 관련하여 실익을 가진다.

### 유상계약  · 무상계약
법률행위는 유상행위와 무상행위로 구별할 수 있는데, 법률행위 중 계약에 대해서만 논할 때는 이를 유상계약(有償契約)과 무상계약(無償契約)으로 구별한다.
유상계약은 계약의 당사자가 상호간에 대가적(對價的) 의의를 갖는 출연(出捐：경제적 손실)을 하는 계약을 말한다. 유상행위 중 계약인 것을 말한다고도 할 수 있다. 유상계약이 아닌 계약을 무상계약이라 한다.

### 쌍방계약·일방계약
쌍방계약(bilateral contract)은 당사자 쌍방의 합의가 있는 경우에 한하여 성립되는 계약을 말한다. 이에 반하여, 일방계약(unilateral contract)은 당사자간의 별도의 합의 없이 일방 당사자의 이행으로 성립되는 계약을 말한다.

## 계약의 성립
대륙법계에서, 계약은 의사표시인 청약과 승낙의 합치에 따라 성립하는 것이 가장 일반적이다. 그러므로 청약을 하고, 이에 대하여 승낙을 함으로써, 계약이 성립한다. 그러나 묵시적으로 행하여질 수도 있다. 때로는 이러한 청약과 승낙이 특별한 방법으로 행하여지는 경우가 있다. 경매와 입찰이 그러한 경우로서, 이를 계약의 경쟁체결이라고 한다. :51~52   대륙법계에서는 약인의 개념은 중심 요소가 아니다.
영미법계에서, 계약의 성립에는 다섯 가지 핵심 요소(① 청약과 승낙, ② 약인(約因) ③ 법률 관계를 형성하려는 의사 ④ 행위 능력 ⑤ 형식)가 필요하다. ① 청약과 승낙, 즉 상호 합의(agreement)가 있어야 한다. 합의란 일방의 당사자가 청약(offer)을 하고, 상대방이 이를 승낙(acceptance)함으로써 성립한다(An agreement is made when one party accepts an offer made by the other). ② 약인 (consideration) 또는 날인증서 (deed)한 특별 형식이 있어야 한다. ③ 합의가 법적 관계(legal relations)를 가진다는 사실을 당사자가 의도(intention to enter into legal relations)하여야 한다. ④ 당사자의 행위능력 (capacity to contract) 이 있어야 한다. ⑤ 어떤 계약 형식에 있어서는 사기 방지법에 의하여야 한다.

### 청약과 승낙

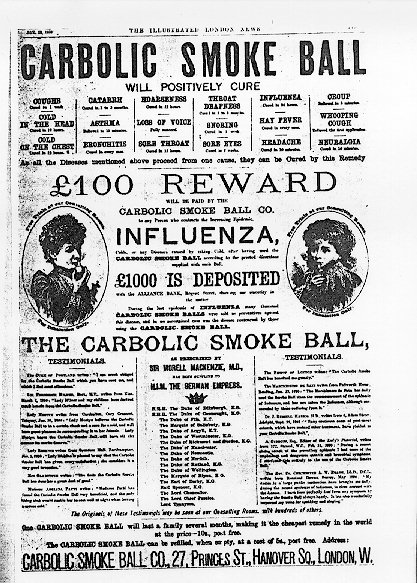
The Carbolic Smoke Ball 회사의 청약

계약의 성립에 있어서 청약과 승낙이라는 요소는 대륙법계와 영미법계에서 공통적인 필수 사항이다. 대륙법계에서 일반적으로는 당사자의 대립하는 의사표시의 합치에 따라 계약이 성립하게 된다. 그러나 예외적으로 요물계약에 있어서는 당사자간의 의사합치 이외에 일정한 급부가 있어야 계약이 성립한다. 이와 같이 계약이 성립하기 위해서는, 당사자간의 의사표시가 주관적·객관적으로 합치되어야 한다. :50
영미법계에서도, 계약이 유효하게 성립하기 위하여는 계약 당사자 일방이 청약을 하고 타방이 이를 승낙함으로써 당사자간의 상호합의(mutual assent)가 형성되어야 한다. 당사자간에 상호합의가 형성되었는지의 여부를 판단하는 기준으로서는 "객관적 계약이론"(objective theory of contract)이 적용된다. 객관적 계약이론이라 함은 계약의 청약 및 승낙의 내용을 합리적인 자(reasonable person)의 입장에서 객관적으로 파악하여 당사자간의 상호합의가 형성되었는지를 판단하는 이론이다. 이 경우 당사자가 실제로 의도하였던 주관적인 내부의사는 상호합의의 형성 여부에 아무런 영향도 미치지 아니하는 것이 원칙이다. 객관적 계약이론은 거래의 안정 및 확정(security and certainty in business transaction)을 중요시하는 이론이다.
계약의 성립에 관하여 가장 유명한 판결 중의 하나가 19세기 영국에서 있었던 Carlill v. Carbolic Smoke Ball Company 판결이다. 어떤 병원이 "smoke ball"이라는 놀라운 신약을 광고하면서 감기에 효능이 있으며 만약 그렇지 않다면 구매자에게 100파운드를 보상하겠다고 하였다. 카볼릭 회사는 그 광고는 진지하고 법률적으로 기속되는 청약(offer)이 아니었고 단지 청약의 유인(invitation to treat)이었거나 광고 전략이었을 뿐이었다고 주장하였다. 그러나, 항소심 법원은 카볼릭 회사가 진정한 청약을 한 통상의 지적 수준과 주의력을 갖춘 자라고 판단하였다. 이 사례에서는 "청약의 진실성을 나타내기 위해" 광고주가 은행에 1,000파운드의 "sincerity deposit"을 함으로써 청약을 한다는 의사로 추인되었다.

#### 청약

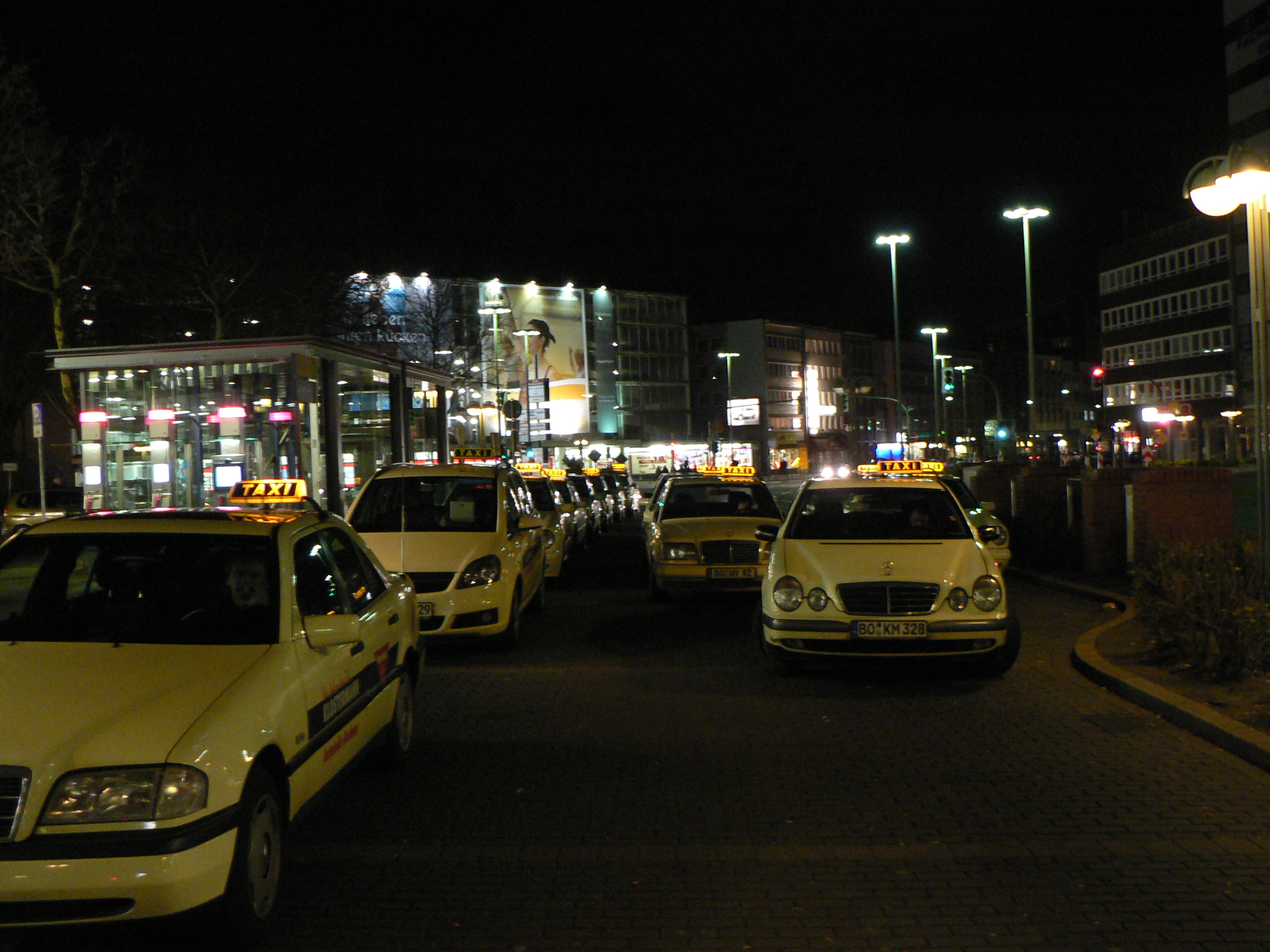
손님을 태우기 위해 대기중인 택시 기사의 행위는 청약의 일종이다.

청약(請約)은 당사자 일방이 그 상대방의 승낙에 의하여 법적으로 구속력을 갖는 일정한 내용의 매매계약을 성립시킬 것을 기대하고 행하는 확정적인 의사표시를 말한다. 이러한 청약에 대해 승낙의 의사표시가 합치되면 계약이 성립된다. 청약에는 계약의 내용을 결정지을 수 있을 만한 사항을 포함해야 하는데, 그 사항이 예약·관습 등에서 명백할 경우에는 청약 속에 포함시킬 필요가 없다. 청약의 상대방은 자동판매기에 의한 판매와 같이 불특정 다수인(不特定多數人)의 경우도 있다. 대한민국 민법에 의하면 계약의 청약은 함부로 이를 철회할 수 없으나(제527조), 국제 물품 매매 계약에 관한 국제 연합 협약에는 “청약이 피청약자에게 도달하기 전에 또는 그와 동시에 철회의 의사표시가 도달할 경우에는 이를 철회할 수 있다”고 규정하고 있다.(제15조 2항).
당사자의 사망과 행위능력의 상실에 관하여 국제 물품 매매 계약에 관한 국제 연합 협약에 명시규정이 없으나, 표의자로서의 청약자가 청약의 통지를 말한 후 사망하거나 행위능력을 상실하더라도 의사표시의 효력에 영향을 미치지 아니하므로, 당사자의 사망이나 행위능력의 상실 등은 청약의 실효사유가 될 수 없다고 보아야 할 것이다. 왜냐하면 국제물품매매에 있어서는 당사자가 개인보다 법인, 기타 기업의 형태로서 당사자의 개성이 중요하지 아니하기 때문이다. 반면에 미국 법에서는 청약자가 사망하거나 무능력자가 되면 청약은 소멸하고 이에 따라 청약수령자의 승낙권능도 소멸한다.

#### 청약의 유인
청약(請約)의 유인(誘引)은 상대방에 청약을 시키려는 의사의 통지이다. 청약은 승낙이 있으면 계약이 성립하는 확정적 의사표시이므로 청약의 유인과는 다르다. 유인에 응해서 상대방이 의사표시를 하는 것이 상대방의 청약이 되고, 유인한 자는 새로 낙부(諾否)를 할 수 있는 자유를 갖는다. 그러나 청약과 청약의 유인과는 구별을 하기 어려운 경우가 많다. 손님을 찾아 돌아다니는 택시나 정찰이 붙은 상품의 진열 등은 청약이라 볼 수 있으며, 구인광고·대가(貸家)의 표찰(標札) 등은 청약의 유인으로 볼 수 있다.

#### 승낙
승낙은 계약의 성립을 목적으로 하여 특정의 청약에 대해서 하는 의사표시이다. 자동판매기에서 물건을 살 경우와 같이 승낙자는 누구인가를 반드시 표시할 필요는 없다. 승낙의 방법에는 제한이 없으며, 청약에 응해서 주문품을 송부하는 것과 같이 묵시(默示)의 의사표시에 의한 승낙도 있다. 승낙은 청약이 유효한 동안에 하지 않으면 계약을 성립시킬 수가 없다. 승낙기간이 정해져 있을 때 승낙은 기간 내에 도달하지 않으면 안 되는 것이 원칙이다(528조). 승낙기간이 정해 있지 않는 경우에는 거래관행(去來慣行)과 신의의 원칙에 따라 상당기간이 경과한 후에는 승낙할 수가 없게 되는 것으로 해석된다(529조 참조). 격지지간의 계약에서 승낙은 발송에 의하여 확정적으로 효력을 발생하는데(발송주의), 승낙기간이 정해져 있을 때에는 그 기간 내에 승낙의 도달이 없으면 계약은 성립하지 않는 것으로 해석한다(즉 그 기간 내에 不到達을 해제조건으로 하여 발송에 의하여 효력이 생긴다). 기간이 정해져 있지 않는 때에도 비록 승낙이 아직 도달하지 않은 때라도 계약은 성립하게 된다(531조, 528조 1항, 529조 참조). 격지자간의 계약에 있어서 승낙의 효력 발생시기가 민법상 불명확하지만(531조·528조 1항·529조와의 관계에서) 승낙은 발송에 의해서 확정적으로 효력을 발생하는데, 승낙기간이 정해져 있을 때에는 승낙의 도달이 없으면 계약을 성립되지 않은 것으로 하고(즉 不到達을 解除條件으로 하여 發信에 의하여 效力이 생김). 그 기간이 정해져 있지 않는 때에는 비록 승낙이 아직 도달되지 않은 때라도 계약은 성립하는 것으로 해석하여야 할 것이다.
승낙자가 청약에 조건을 붙이고 기타 변경을 가해서 승낙한 때에는(5만원에 팔겠다는 청약에 대하여 4만원이면 사겠다는 승낙 등) 대한민국 민법에 따르면, 청약을 거절하고 새로운 승낙자가 청약한 것으로 간주된다.(534조). 보통법에서도 상대방의 승낙(acceptance)의 내용이 청약(offer)의 내용과 조금이라도(even in an immaterial way) 다른 경우 이는 상대방에 의한 재청약(counter-offer) 또는 조건부 승낙(qualified acceptance)이 되고 유효한 승낙이 되는 것은 아니다(경상의 원칙). 한편, 국제 물품 매매 계약에 관한 국제 연합 협약에 서는 “승낙을 의도하고 있으나, 부가, 제한 그 밖의 변경을 포함하는 청약에 대한 응답은 청약에 대한 거절이면서 또한 새로운 청약이 된다.”(제19조 제1항)는 점은 한국 민법과 같으나, 예외 조항을 두고 있다. 즉, “승낙을 의도하고 있고, 청약의 조건을 실질적으로 변경하지 아니하는 부가적 조건 또는 상이한 조건을 포함하는 청약에 대한 응답은 승낙이 된다. 다만, 청약자가 부당한 지체없이 그 상위(相違)에 구두로 이의를 제기하거나 그러한 취지의 통지를 발송하는 경우에는 그러하지 아니하다. 청약자가 이의를 제기하지 아니하는 경우에는 승낙에 포함된 변경이 가하여진 청약 조건이 계약 조건이 된다.”(동조 제2항) “특히 대금, 대금지급, 물품의 품질과 수량, 인도의 장소와 시기, 당사자 일방의 상대방에 대한 책임범위 또는 분쟁해결에 관한 부가적 조건 또는 상이한 조건은 청약 조건을 실질적으로 변경하는 것으로 본다.”(동조 제3항)

#### 계약의 경쟁체결
복수의 상대방에게 경쟁시킴으로써 유리한 조건으로 계약을 체결하는 방법에 경매(競賣)와 입찰(入札)이 있다.

##### 입찰
입찰은 계약체결의 특수한 방법이며 매매·도급(都給) 등의 계약체결에 많이 이용된다. 입찰에 붙인다는 표시가 청약인가 청약의 유인에 불과한가에 대해서는 문제가 있으며, 입찰에 붙인 자의 표시 내용에 따라 일률적으로 말할 수는 없으나 대개는 청약의 유인에 불과하다. 입찰에 붙인 자는 가장 유리한 입찰, 즉 최고가격 또는 최저가격의 입찰에 대해서도 역시 낙부의 자유를 가지며 입찰자의 자력, 기타의 사정을 고려해서 반드시 가장 유리한 입찰에 대하여 승낙을 하도록 구속받지 아니하는 것이 보통이기 때문이다. 이 경우 상대방의 입찰이 청약이 되고, 낙찰에 의해서 승낙하는 것이 된다. :1021 입찰 또는 경매에 있어 낙찰자, 경락자, 투찰가격, 낙찰가격 또는 경락가격, 그 밖에 대통령령으로 정하는 사항을 결정하는 행위를 할 것을 합의하거나 다른 사업자로 하여금 이를 행하도록 하는 것은 카르텔에 해당한다.(공정거래법 제19조 제1항)

#### 의사실현(意思實現)에 의한 계약성립
청 약자의 의사표시 또는 관습에 의하여 승낙의 통지를 필요로 하지 않는 경우에는 계약은 승낙의 의사표시라고 인정되는 사실이 있을 때에 성립한다(532조). 이와 같은 사실에 의하여 계약이 성립하는 것을 의사실현에 의한 계약의 성립이라 한다. 청약과 승낙 이외의 방법에 의한 계약 성립의 경우를 말한다. 임의로 책방에서 보낸 신간서(新刊書)에 자기의 장서인(藏書印)을 찍는 일 등은 승낙의 의사표시라고 보아야 할 사실이지만 청약에 응해서 주문품을 송부하는 것은 묵시의 승낙의 의사표시로서 구별하지 않으면 안된다. 청약에 대하여 낙부(諾否)의 결정을 하지 않고 침묵을 지키는 것은 상법의 특칙(상 53조) 기타 특별한 사정이 없는 한 승낙의 사실이 있다고는 인정되지 않는다. 가령 청약자가 임의로 '응답이 없으면 승낙으로 간주한다'라고 하여도 무효인 것이다.

#### 교차청약(交叉請約)에 의한 계약성립
A가 어떤 물건을 1만원에 팔겠다고 B에게 청약했는데 이 청약이 B에게 도달되기 전에 B도 동일한 물건을 1만원에 사고 싶다고 A에게 청약하는 경우를 말한다. 이것을 청약의 교차라고도 한다. 승낙은 청약에 대한 의사표시이기 때문에 위의 B의 청약은 어디까지나 청약이며 A의 청약에 대한 승낙이라고는 볼 수 없다. 교차청약에 의하여 제약이 성립하느냐가 문제가 되었으나 현행 민법에는 이를 명문화했다. 그 이유는 같은 물건을 동가격(同價格)으로 A는 팔겠다 하고 B는 사겠다 하므로 양자의 의사표시는 객관적으로나 주관적으로나 합치한다고 볼 수 있으며, 그러한 청약과 승낙 이외의 방법에 의한 계약의 성립을 인정하여도 폐해가 없을뿐더러 도리어 민속(敏速)을 중요시하는 거래계에서는 형편에 맞는 것이 되기 때문이다. 현행 민법은 이러한 종래의 학설을 인정하여 민법 533조에서 명문으로 교차청약에 의한 계약의 성립을 인정하고 있다.

### 약인
약인(約因, consideration)이라 함은 청약자와 승낙자가 계약을 체결함에 있어 서로 주고받는 것(give and take)  —달리 표현하면, 거래상의 손실 —이 원칙적으로 존재하여야 한다는 것을 말한다.  약인은 영미법계에서의 독특한 계약의 구성요소이다.  영국법에서 약속(promise)은 날인증서 (deed) 로 되어 있지 않는 한, 약인과 교환되지 못한다면 계약으로써 구속력 (enforceability) 을 가지지 못한다. 이 이론의 기본은 상호성 (reciprocity)에 있으며, 법의 눈으로 보아 (따라서 일반적인 가치관과는 다를 수도 있다) 어떤 가치가 있는 것, 즉 "something of value in the eyes of law"가 부여되지 않는 한 그것만으로 약속은 보호할 가치가 없다는 것이다. 예컨대, A가 B로부터 부동산을 10,000달러에 구매하기로 청약하고, B가 이를 승낙하는 경우 우선 (i) A는 B에게 10,000달러를 지불하는 대신 B로부터 부동산을 받고, B는 A에게 부동산을 주는 대신 10,000달러를 수령하게 되므로 약인이 존재하고, 또한 (ii) A와 B는 청약과 승낙에 의하여 상호합의(mutual assent)를 맺었으므로, A와 B 사이에는 “약인”과 “상호합의”라는 계약의 두 가지 요건을 충족하게 되어 유효한 계약이 성립한다.

## 계약의 형식
고전시대부터 소권을 발생시키기 위한 계약은 엄격한 요식 계약으로서 계약체결에 있어서 당사자의 의사뿐 아니라 일정한 형식을 갖출 것이 요구되었다. 그 요식 행위는 일정한 형태의 언명(verba), 서면(litterae), 상징물(res)의 교부 등의 방법으로 이루어졌다. 그러던 것이 중세에는 카논법의 영향으로 로마법의 요식주의는 점차 완화되고 무방식의 약속에 대하여 구속력을 인정하려는 노력이 행해졌다. 근대에 이르러 자연법학자들은 “계약의 구속력은 약속에 담겨진 당사자들의 의사에 기초한다”는 법리를 주장하였다. 자연법 학자인 그로티우스(1583~1645)는 인간이 자기가 발표한 의사에 구속되어야 함은 사물의 본성에 따른 자연법적 요구이며 국가나 법률에 기초한 것이 아니라고 주장하였다. 17세기에 이르러서는 ‘단순한 약정도 소송으로 청구하는 것이 가능하다’는 낙성계약의 원칙이 확립되었다.
이와 같이, 형식에 의한 강제에서 점차 당사자의 의사만을 중시하는 경향을 보이다가 오늘날에는 다시 ‘공정성’의 요소에 의한 국가의 개입 현상이 두드러지는 추세에 있음을 보게 된다. 예를 들어, 영국은 1977년 불공정 계약조항규제법으로 약관중의 불공정 계약조항을 규제하고 있다. 대한민국은 부정경쟁방지법(1961), 중소기업기본법(1966), 물가안정 및 공정거래에 관한 법률(1975), 독점규제 및 공정거래에 관한 법률(1980), 소비자보호법(1980), 하도급거래 공정화에 관한 법률(1984) 등의 경제법이 제정 · 시행되었다.
영미법에 있어서, 특정한 종류의 계약은 반드시 서면으로 해야 한다(사기 방지법)

### 계약서
계약을 구두가 아닌 문서로 작성한 것을 계약서라 한다. 계약서는 계약서의 제목, 당사자의 표시, 전문(前文), 약인표시, 정의조항, 실질조항, 일반조항, 말미문언, 서명란, 부록 등의 요소로 이루어진다.  계약당사자는 관련하는 모든 사항을 전부 합의하여 계약서에 명시할 수는 없다. 따라서 그 계약에 적용되는 준거법은 계약서에 명시적, 묵시적, 관습적 합의가 없는 사항을 규율한다.

### 약관
약관이란 계약의 일방당사자가 특정 종류의 계약을 불특정 다수의 상대방과 계속 반복하여 체결할 것을 예정하고, 이에 대비하여 미리 작성하여 둔 계약조항을 말한다. :1026

## 계약체결 상의 과실책임
계약체결상의 과실책임이란 계약의 성립과정에서 당사자의 일방이 그에게 책임 있는 사유로 상대방에게 손해를 준 때에 부담하여야 할 배상책임을 말한다.

## 계약의 해석
계약당사자간에 계약내용에 관한 각자의 실체적 의사가 일치하고, 또한 실체적 의사와 계약의 외형적 내용이 일치하는 경우에는 별다른 문제점이 발생하지 아니한다. 그러나 계약당사자간의 실체적 의사가 서로 일치하지 아니하거나, 실체적 의사와 계약의 외형적 내용이 일치하지 아니하는 경우에는 계약의 해석문제가 발생한다.

### 구두증거배제의 법칙
영 미법에 있어서는, 당사자간에 최종적으로 완성된(fully integrated) 계약이 존재하는 경우 당해 계약성립 이전에 당사자가 행한 합의 또는 구두증거(parole evidence)는 당해 계약내용을 변경, 추가 또는 배제(vary, add to, or contradict)하기 위한 증거로서 채택될 수 없다는 구두증거배제의 법칙이 존재한다.

## 계약의 효력
계약의 효력에서는 동시이행의 항변권, 위험부담, 제3자를 위한 계약을 다룬다.

### 쌍무계약의 일반적 효력

#### 동시이행의 항변권
동시이행의 항변권(同時履行~抗辯權)은 쌍무계약에서 당사자 일방이 동시이행에 있는 상대방의 채무이행이 없음을 이유로 자신의 채무이행을 거절할 수 있는 권능이다. 상환의 원칙에 기초한 조항으로서, 대한민국의 경우 민법 제536조에 규정하고 있다. 동시이행의 항변권은 쌍방의 채무가 동일한 쌍무계약으로부터 발생하고, 변제기가 도래하였으나 상대방이 채무의 이행 또는 이행의 제공을 하지 않는 경우에 발생하는 항변권이다. :1044~1049

#### 위험부담
매매계약과 같은 쌍무계약의 체결 후 그리고 그 목적물, 예컨대 가옥의 인도 전에 가옥이 매도인의 과실에 의하여 소실되면 매도인의 인도채무가 손해배상채무로 변경될 뿐으로(390조) 매수인의 대금채무는 존속한다. 그러나 매도인의 책임으로 돌릴 사유(歸責事由)가 아니고 불가항력 등으로 소실된 경우 매도인의 채무는 소멸하지만 매수인의 대금채무는 어찌 되는가. 만약 그와 같은 사태가 발생하는 경우 매수인의 대금채무도 소멸한다면 손실은 매도인의 부담으로 되고, 대금채무가 소멸되지 않으면 손실은 매수인의 부담으로 된다. 위험부담(危險負擔)은 이론상 계약 당사자 가운데 어느 일방만이 위험을 부담하는 것으로 하여 해결하는 방법과 계약 당사자 쌍방에 위험을 분담케 하여 해결하는 방법을 생각할 수 있다. 그러나 전자의 방법을 취하는 입법이 있을 뿐이다. 위험부담에는 ① 채무자주의(게르만 고유법 → 독일민법 계통) ② 채권자주의(로마법 → 프랑스민법·스위스채무법 계통) ③ 소유자주의(영미법 계통) 등의 세 주의가 있다. 대한민국은 채무자주의를 취하고 있다(537조). 구민법도 채무자주의를 원칙으로 하고 예외적으로 채권자주의에 의하고 있었으나 그 예외가 너무 광범하여 실질적으로는 채권자주의에 가까운 것이었다. 즉 구민법은 특정물에 관한 물권의 설정 또는 이전을 목적으로 하는 쌍무계약에서 그 목적물이 채무자에게 책임없는 사유로 멸실(滅失)·훼손한 때에는 채권자가 위험을 부담하는 것으로 하고, 이 원칙을 다시 불특정물에 관한 계약에서 그 물건이 확정한 때부터 적용하는 것으로 하였다. 그러나 현행 민법은 이러한 예외를 일체 인정하지 않고 완전히 채무자주의로 일관하고 있다(537조).

## 면책
계약당사자들이 계약체결시 예견하지 못한 사유로 인하여 정상적인 계약이행이 방해되었을 경우에도 동 원칙을 고집하게 된다면 계약당사자 중 일방은 불측의 사건으로 인해 막대한 손해를 입게 되고 이는 계약적 정의라는 관점에서 문제를 야기할 것이다. 반대로 이 경우 당사자의 불이행에 대한 책임면제를 무제한 허용하게 되면 거래안전이 위협받게 될 것이다. 이렇게 정상적인 이행을 방해하는 사건들로 인하여 계약이행이 매우 곤란하게 되거나 아예 불가능하게 되어 어느 당사자가 계약상 의무를 다하지 못한 경우, 그에 대한 책임 여부를 다루는 것이 ‘면책’의 문제이다.

## 채무불이행(계약위반)의 구제방법
채무불이행(債務不履行) 또는 계약위반(契約違反, breach of contract)이란 채무자의 귀책사유(고의 또는 과실)로 인하여 이행기까지 채무의 내용에 따른 이행을 하지 않는 것을 말한다. 대륙법적 체계에서 보면, 채무자의 귀책사유가 없는 경우까지를 포함한 개념인 급부장애에 속한다. 계약위반이라는 말은 주로 영미법에서 사용되는 것으로서, 이는 계약내용의 불이행을 의미한다. 즉, 채무자가 계약상의 채무를 이행하지 아니하는 것을 “계약위반 "(breach of contract)이라고 한다.
채무불이행은 위법행위를 구성하며 손해배상청구권이 발생한다는 점이 불법행위와 동일하다. 즉, 약속(계약)을 위반하면 채무불이행이 되며, 손해배상을 해야만 한다. 사회질서에 위반되지 않는다고 판단되면 정당행위로 인정되고, 정당행위는 위법성이 조각되기 때문에 민사상 채무불이행이 성립하지 않는다. 즉, 사회질서 위반이 아니면 채무불이행 손해배상 책임이 없다.
채무불이행에 대한 “구제방법”(remedies)이라 함은 채무불이행으로 인하여 당사자의 일정한 권리가 침해당하는 경우 그러한 침해를 방지 또는 시정하거나 보상받는 것을 말한다. 계약위반의 구제방법은 각국의 법률이나 국제협약에 따라 약간의 차이는 있으나, 일반적으로 계약의 해제와 손해배상의 청구, 그리고 강제이행, 노무상당금액 또는 금지명령의 소송, 대금의 감액 등을 인정하기도 한다. 특히 계약의 해제권과 손해배상의 청구권은 가장 대표적인 구제방법이다. 보통법에서도 구제방법은 손해배상이 일반적, 원칙적으로 이용된다. 이 계약위반에 의한 배상방법은 명목적 손해배상, 보상적 손해배상, 파생적 손해배상, 손해배상예정으로 분류된다.
학자들 중에는 계약을 경제적 효과를 증진시키는 수단으로 보아 이행이 곤란하거나 이행하는 것이 비경제적이라고 판단하면 계약위반자는 손해배상책임을 부담하는 것 이외에는 별도로 비난받을 것이 없다고 하는 견해가 있다. 보통법의 구제방법이 이러한 견해를 따르고 있다고 볼 수 있는데 계약당사자는 계약위반에 따른 손해배상책임은 지지만 계약내용에 따라 반드시 이행할 필요는 없으며 손해인 것처럼 보이는 계약을 계속하기 보다는 계약을 위반하는 것이 낫다는 것이다.

## 계약의 종료
존속기간의 정함이 있는 계속적 계약관계는 그 기간이 만료되면 종료한다. 한편 그 계약에서 계약의 갱신 또는 존속기간의 연장에 관하여 별도의 약정이 있는 경우에는 그 약정이 정하는 바에 따라 계약이 갱신되거나 존속기간이 연장되고, 그러한 약정이 없는 경우에는 법정갱신 등에 관한 별도의 법규정이 없는 한 당사자가 새로이 계약의 갱신 등에 관하여 합의하여야 한다. 이는 계속적 계약관계에 해당하는 가맹점(프랜차이즈)계약관계에서도 다를 바 없다.  따라서 법 규정 또는 당해 가맹점계약의 해석에 좇아 가맹점사업자가 가맹본부에 대하여 갱신을 청구할 권리를 가지거나, 가맹본부의 갱신 거절이 당해 가맹점계약의 체결 경위·목적이나 내용, 그 계약관계의 전개 양상, 당사자의 이익 상황 및 가맹점계약 일반의 고유한 특성 등에 비추어 신의칙에 반하여 허용되지 아니하는 등의 특별한 사정이 없는 한, 가맹본부는 가맹점사업자의 갱신 요청을 받아들여 갱신 등에 합의할 것인지 여부를 스스로 판단·결정할 자유를 가지며, 그에 있어서 정당한 사유 또는 합리적 사유가 있는 경우에 한하여 갱신을 거절할 수 있는 것은 아니다.

### 계약의 해제와 해지
해제와 해지는 해제권자 및 해지권자의 일방적 의사표시에 의하여 계약관계를 해소하는 제도이다. 해제가 이 발생된 계약관계로부터 해방 또는 이미 이행된 급부를 반환케 하는 제도라고 한다면, 해지는 계속적 채권관계에 있어서 장래를 향해서만 그 효력이 발생하는 제도이다. 보통 해제라 함은 채무불이행을 이유로 하는 계약의 법정해제를 말한다. :1215

#### 계약의 해제
해제(解除)란 일단 유효하게 성립한 계약을 소급하여 소멸시키는 일방적인 의사표시를 말한다.(대한민국 민법 제543조) 이로써 계약관계를 해소시켜 처음부터 계약이 없었던 것과 같은 원상으로 돌리는 것이다(제548조). 따라서 해제를 하면 계약으로부터 생긴 채권 채무가 아직 이행되지 아니한 때에는 그 채권채무는 소멸하고 당사자는 그 이행을 청구할 수 없게 된다. 또 만약 이미 이행된 후라면 그 이행은 채권 채무가 없는 데에도 불구하고 이행한 것이 되므로 서로 반환하지 않으면 안 되게 된다. 또한 해제의 의사표시는 철회하지 못한다(543조 2항). 계약의 해제는 당사자의 합의 또는 법정(法定) 해제사유가 발생해야만 가능하나 해약금의 교부가 있으면 다른 약정이 없는 한 교부자 또는 수령자는 당사자 일방이 이행에 착수하기 전에는 언제든지 계약을 해제할 수 있다. 민법은 "계약의 당사자 일방이 계약 당시에 금전 기타 물건을 계약금·보증금(保證金) 등의 명목으로 상대방에게 교부한 때에는 당사자간에 다른 약정이 없는 한 당사자 일방이 이행에 착수할 때까지 교부자는 이를 포기하고, 수령자는 그 배액을 상환하여 매매계약을 해제할 수 있다(대한민국 민법 제565조 1항)"고 규정하여 계약금은 원칙적으로 해약금의 성질을 갖는 것으로 정하고 있다.

#### 계약의 해지
계약의 해지(解止)는 계속적 채권관계에서 계약의 효력을 장래에 대하여 소멸케 하는 일방적 행위를 말한다(550조). 해지와 해제가 구별되는 근본적인 차이점은 그 효과에 있다. 즉 계약의 효력을 소급적으로 소멸시키는 해제에 반해, 해지는 오직 장래에 대하여 효력을 발생하므로 해지가 있으면 계약에 기한 법률관계는 해지의 효력이 발생하기 이전에서는 완전히 그 효력을 보유하고 이미 행하여진 급부는 반환당하지 않는다. 그러나 채무자가 채무 내용에 좇은 이행을 하기 전에는 해제를 할 수 있다. 예컨대 근로자가 근로를 제공하기 전에 채무불이행을 이유로 계약을 해소하는 것은 해지가 아니라 해제이다. 해지할 수 있는 권리를 해지권(解止權)이라 하고 해지권은 발생원인에 따라 약정해지권과 법정해지권으로 나눈다(543조 1항).

## 국제계약법
계약이 국경을 넘어 이루어지는 경우에는 어느 국가의 계약법이 적용될 것인가 하는 문제가 발생한다. 이러한 문제는 국제사법에 의해서 준거법을 결정함으로써 해결될 수 있지만, 한 나라의 계약법을 다른 나라 사람이 제대로 알 수 없는 경우도 있다. 예를 들면 영미법국가와 대륙법국가 사이에 거래가 이루어지는 경우가 그러하다. 이와 같이 통일된 계약법이 존재하지 않는다는 것 자체가 거래에 커다란 걸림돌이 된다. 통일된 계약법이 존재하지 않는다면 계약관계의 내용과 발생한 분쟁의 법적 결과 등을 예측할 수 없기 때문이다. 불확실성은 거래 그 자체를 방해하게 된다. 따라서 국제적인 거래에 있어서 통일된 계약법의 필요성은 항상 제기되어 왔다. 대표적인 노력의 산물이 〈국제 물품 매매 계약에 관한 국제 연합 협약〉이다. 이 협약은 물건의 매매계약에 한정된다.

## 법계별 계약

### 대륙법계

#### 대한민국
대한민국 민법  제527조부터 제562조까지는 계약 총칙에 대한 부분으로서, 계약의 성립, 계약의 효력, 계약의 해지와 해제에 대한 내용이다.

#### 중국
중 화인민공화국의 계약법은 1999년 3월 15일 제9기 전인대 제2차 회의에서 통과되고, 같은 날 주석령(主席令) 제15호로 공포되어 1999년 10월 1일부터 시행되고 있는 중화인민공화국의 법률이다. 계약법의 제정은 같은 날 통과된 중국 헌법수정안의 “의법치국(依法治國)”(법치주의 원리),  ‘사회주의법치국가의 건설’ 및 ‘개체경제, 사영경제 등 비공유제 경제는 사회주의 시장경제의 중요한 구성 부분이다’는 규정내용과 맥락을 같이 하는 것으로 계약법은 특히 비공유제경제를 법에 따라 이끌어 가는 기본법으로서의 역할을 담당하고 있다.

### 영미법계
대륙법계와 비교하여 영미법에서의 계약은 법적으로 강제되는 당사자 간의 약속이나 합의(legally enforceable agreement or promise)를 말한다. 또한 계약의 성립에 있어서 약인(約因)이라는 독특한 요소를 필요로 한다. 대륙법에서의 채무불이행이라는 개념은 영미법에서의 계약위반에 해당한다.

## 같이 보기
- 중재조항
- 매매
- 계약이론
- 분류:계약 조항
- 계약에 의한 설계
- 전자서명
- 고용계약
- 금반언의 원칙
- 불가항력
- 신사협정
- 선의
- 정보 비대칭
- 미국의 구제법
- 양해각서
- 협상
- 옵션계약
- 완전이행의 원칙
- 본인-대리인 문제
- 준계약
- 원상회복
- 샤리아
- 스마트 계약
- 사회 계약
- 불법적 간섭

## 참고 문헌
- 김형배 (2006). 《민법학 강의》 제5판. 서울: 신조사.